# Maria Felipa
Maria Felipa de Oliveira (Ilha de Itaparica, data incerta – 4 de julho de 1873) foi uma marisqueira e combatente brasileira na Guerra de Independência do Brasil, especificamente na campanha de Independência da Bahia na Ilha de Itaparica.
A narrativa oral em geral afirma que Maria Felipa liderou um grupo para lutar contra os soldados portugueses: com o apoio de homens da cidade, queimou inúmeras embarcações portuguesas, diminuindo o poderio colonizador no decorrer da batalha, e depois, enfrentou os portugueses usando folhas de cansanção, uma folha típica da região, que em contato com a pele dá a sensação de queimação; e toda a ação resultou em uma queda no número de soldados da tropa portuguesa. A história foi registrada pelo escritor baiano Ubaldo Osório Pimentel, avô do romancista João Ubaldo Ribeiro, e permanece ainda hoje no imaginário popular.

## Biografia
Nascida na Ilha de Itaparica em data desconhecida, marisqueira, pescadora e trabalhadora braçal, ela teria liderado um grupo de 200 pessoas, entre mulheres negras, índios tupinambás e tapuias, nas batalhas contra os portugueses que atacaram a Ilha de Itaparica, entre 1822 e 1823. Conta-se que Maria Felipa era uma mulher alta e corpulenta, descendente de negros escravizados, vindos do Sudão. A narrativa oral, atribui ao grupo liderado por Maria Felipa, a façanha de incendiar algumas embarcações de transporte portuguesas, durante a Batalha de Itaparica.

## Memória

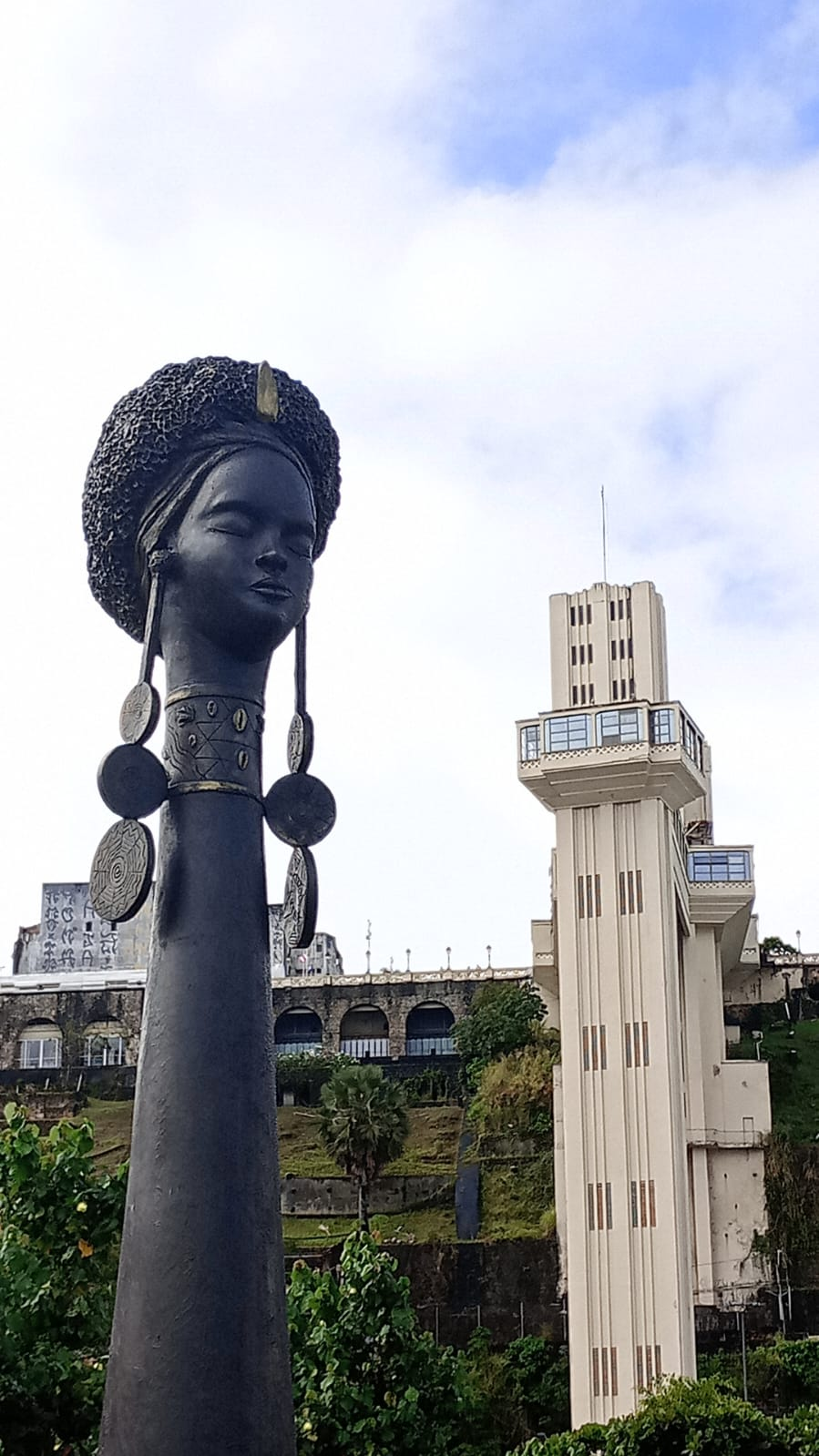
Monumento em homenagem a Maria Felipa inaugurado em 27 de julho de 2023 na praça homônima (anteriormente denominada Visconde de Cairu) em Salvador.

A figura histórica de Maria Felipa é citada no romance-histórico O Sargento Pedro, publicado em 1910, de autoria do itaparicano Xavier Marques.
Em 26 de julho de 2018 foi declarada Heroína da Pátria Brasileira pela Lei Federal nº 13.697, tendo seu nome inscrito no "Livro dos Heróis e Heroínas da Pátria", que se encontra no "Panteão da Pátria e da Liberdade Tancredo Neves", situado em Brasília, Distrito Federal.
Existe uma representação de Maria Felipa produzida pela perita técnica Filomena Orge a partir de relatos orais obtidos na ilha de Itaparica pela pesquisadora Eny Kleyde Farias. Há também um retrato, de 1870, de uma mulher negra com um turbante que foi equivocadamente associado à imagem de Maria Felipa.. 
A Casa de Maria Felipa, localizada no Curuzu, bairro da Liberdade, Salvador, é um espaço de memória que abriga o acervo doado pela pesquisadora Eny Kleyde Farias como resultado dos seus 10 anos de pesquisa sobre o tema.